# Веслање на Летњим олимпијским играма
Веслање се први пута одржало на Олимпијским играма у Паризу 1900. Такође је било и у програму првих модерних Игара у Атини 1896 године, али су такмичења била отказана због временских прилика. Такмичења за мушкарце су била у програму свих Игара, док су такмичења за жене уведена тек на Играма у Монтреалу 1976. Све до ’60-их година двадесетог века, амерички веслачи су доминирали олимпијским веслањем. Тада на сцену ступају веслачи СССР-а и до ’70-’80. година су неприкосновени, када трон преузимају веслачи тадашње Источне Немачке.
Веслање за лаке веслаче уведено је на Играма у Атланти 1996 године.
Тренутно у програму олимпијских игара је ових 14 дисциплина:
- Мушкарци: четверац скул, двојац скул, скиф, осмерац, четверац без кормилара, двојац без кормилара
- Мушкарци: лаки веслачи: четверац без кормилара, двојац скул
- Жене: четверац скул, двојац скул, скиф, осмерац, двојац без кормиларке
- Жене лаке веслачице: лаки двојац скул[3]

## Правила веслања
Веслачки чамци су често мењали облик и конструкцију. Тако су нпр. прва помична седишта у чамцу која су употребљена 1896. изазвала велике промене у техници веслања. Постоје две врсте чамаца и представљају две веслачке форме: римен и скул. У римену, сваки веслач весла једним веслом (дужине око 3,8 метара), док у скулу весла са два весла (свако дужине око 3 метра). На енглеском се за чамац често употребљава израз shell (шкољка, љуска, костур) и то због тога јер му је оплата често танка свега неколико милиметара да би се постигла што мања маса. Ови чамци су и врло дуги и док су они такмичарски често уски колико је год то могуће, чамци за тренинг или рекреацију могу бити и нешто шири.
Сваки је веслач леђима окренут смеру кретања чамца и сила се производи синхронизованим кретањем веслачевих ногу, трупа и руку преко весла на воду. Веслач седи на покретном седишту које се помера на две паралелне шине.
Свако весло лежи у „виљушци“ У-облика причвршћеној на металној осовини која је направљена од металних цеви и чврсто је причвршћена на труп чамца. Изузетак су неки европски рекреативни чамци код којих је виљушка директно постављена на валобран.
Типови веслачких чамаца даље су подељени према броју веслача у њима.

### Римен чамци (сваки веслач једно весло)
Ови чамци могу имати кормилара - лице које управља чамцем помоћу кормила и подстиче веслаче.
Уз назив чамца наведена је и ознака (симбол) за сваки чамац као и димензије.
- Двојац с кормиларом - ознака 2+. Два римен веслача и кормилар. Двојци су дуги 12 метара и тешки 30-так kg
- Двојац без кормилара - ознака 2-. Два римен веслача без кормилара.
- Четверац с кормиларом - ознака 4+. Четири римен веслача и кормилар. Четверци су дуги 14 метара и тешки 50-так kg.
- Четверац без кормилара - ознака 4-. Четири римен веслача без кормилара.
- Осмерац - ознака 8+. Осам римен веслача с кормиларом. Осмерац је дуг око 16 метара и има масу око 100 kg.

Управљање у чамцима без кормилара (двојац и четверац) је остварано преко кормила које је системом сајли повезано за ногаре једног од веслача (ногари су упориште на којем су причвршћена веслачева стопала).

### Скул чамци (сваки веслач два весла)
Само ретко ови чамци имају кормилара. Управљање се најчешће остварује применом веће силе на весло с једне стране чамца. Руке се укрштају, најчешће лева изнад десне, током циклуса завеслаја, и најчешће је лева испред десне у кретању.
- Скиф или самац (1 X) Један веслач - скулер. Скиф је дуг око 8 m и широк 30-так cm. Такмичарски чамци могу бити и лакши од 14 kg. Краће и шире израде се често виде као скифови за рекреацију.
- Дубл скул (2X) Два скулера. Већина дублова се могу искористити и као двојци без, кормилара уз преправку дела за римен весла. Ако се употребљава као двојац, обично се додаје и кормило. Постоје и верзије дублова за рекреацију.
- Четверац скул (4X) Четири скулера. Енглески израз је често "Quad". Обично има кормило слично као четверац без кормилара, а уз преправке за римен весла може се користити и као четверац без кормилара.
- Осмерац скул (8X) Осам скулера. Ово је врло ретка варијанта, иако се уботребљава у Великој Британији, првенствено у тркама млађих категорија, код којих није дозвољено римен веслање.[4]

### Тежинске категорије
Према телесној маси веслачи се деле у две тежинске категорије:
- тешки веслачи (heavyweight, HWT) и
- лаки веслачи (lightweight, LWT).

Лаки веслачи (М LWT) - за посаде лаких веслача, 72,5 kg је појединачни максимум, док просек масе посаде у чамцу не сме бити већи од 70 kg.
Лаке веслачице (W LWT) - појединачни максимум за веслачице је 59 kg, а просек масе посаде у чамцу не сме прећи 57 kg. У САД, жене имају само појединачни максимум, док на просек тежине нема ограничења.
Такмичарски чамац се обично производи имајући у виду тежинску категорију која ће га користити. Све донедавно, на Олимпијским играма су биле заступљене само категорије тешких веслача, али су од 1996. године уведене и дициплине за лаке веслаче, и то LM2x, LM4- и LW2x.

## Олимпијске дисциплине
Тренутно је у олимпијском програму само део веслачких дисциплина. Разлог је потреба да се број такмичара на Олимпијским играма држи у договореним границама.
- мушки: М1x (скиф), М2- (двојац без кормилара), М4- (четверац без кормилара), М2x (дубл скул), М4H(четверац скул), М8+ (осмерац)
- жене: W1x (скиф), W2- (двојац без кормилара), W2x (дубл скул), W4x (четверац скул), М8+ (осмерац)
- лаки веслачи: LМ2x (лаки дубл скул), LM4- (лаки четверац без кормилара)
- лаке веслачице: LW2x (лаки дубл скул)

## Дужина стазе и систем такмичења
Мушки се такмиче на стандардној стази од 2000 m, осим 1900 (1.750 m, 1904. (1,5 миља), 1906. (различите дужине), 1908. (1,5 миља) те 1948. (1.880 m.
Стазе за женске дисцилине су биле 1000 m све до 1988. када се уводи 2000 m.
На ранијим Играма у квалификацијама се користио match race систем такмичења са по два или три чамца (свако са сваким). Модерни систем са 6 чамаца у трци је први пут примењен на Играма у Берлину 1936. године, а постао је стандард на Играма у Мелбурну 1956. Први пут су стазе на неком веслачком такмичењу одвојене бовама на Олимпијским играма 1960. у Риму. Та такмичења су се одржавала на језеру Албано, недалеко од Рима, па се тако у веслачком жаргону уобичајено да се од тада свака веслачка стаза подељена бовама назива „Албано стаза“.

## Квалификације
Како је број такмичара на Олимпијским играма ограничен, Међународна веслачка федерација одржава квалификацијс у олимпијским дисциплинама. Сваки национални савез за Олимпијске игре може пријавити само једну посаду.
Главна квалификациона трка је Светско првенство у веслању у години пре одржавања Олимпијских игара. У самој олимпијској години одржавају се још четири квалификационе континенталне регате на којима се могу попунити преостала места за олимпијске игре.

## Дисциплине које више нису у програму
На неким ранијим Олимпијским играма 1900. и 1904. веслачко такмичење је одржавано у још неколико других категорија (осим апсолутне) као што су јуниори, почетници, клубови, напредни и сл. Кроз историју Олимпијских игара већи број дисциплина и врста чамаца појављивао се у програму, али је касније избачен.
Следи преглед некадашњих олимпијских дисциплина:
- Двојац с кормиларом (мушки) (1900—1992)
- Четверац с кормиларом (мушки) (1900—1992)
- Четверац с кормиларом (жене) (1976—1988)
- Четверац скул с кормиларом (жене) (1976—1984)
- Четверац без кормилара (жене) (1992)
- Четверац с кормиларом широке градње (гиг, јола) (1912)

## Веслање у Србији
Спортско веслање у наше крајеве стиже 60-их година 19. века, а када је реч о Републици Србији, најстарији клубови су ВК ''Бегеј 1883'' из Зрењанина и ''Данубиус 1885'' из Новог Сада, који у имену носе и годину оснивања.
Веслачки савез Србије је наследник некадашњег Југословенског веслачког савеза, основаног 13. августа 1922. године у Љубљани.  Прво првенство Југославије одржано је 8. септембра 1923. у Цриквеници, а већ наредне, 1924. године, наш Савез је примљен за ванредног члана Светске веслачке федерације (ФИСА), када је репрезентација Југославије први пут учествовала и на Европском првенству. Две године касније, 1926, постали смо и редовни члан ФИСА. Наша веслачка репрезентација је на Играма први пут учествовала  1936. у Берлину.

## Југословенски спортисти учесници Олимпијских игара у веслању
Са олимпијских игара су  једну сребрну 1980. године у Москви  и једну бронзану 1984. године у Лос Анђелесу освојили двојац Милорад Станулов и Зоран Панчић.
Москва 1980. - Југославија, веслање, дубл-скул (сребро)
Финале:
1. GDR 6:24,33
2. YUG 6:26,34 (Зоран Панчић, Милорад Станулов)
3. CZE 6:29,07

Лос Анђелес 1984. – Југославија, веслање, дубл скул (бронза)
Финале:
1. USA 6:36,97
2. BEL 6:38,19
3. YUG 6:39,59 (Зоран Панчић, Милорад Станулов)[8]

## Занимљивости са Олимпијских игара
- Оснивач модерних Олимпијских игара, барон Пјер де Кубертен, био је страствени веслач. Он је донео одлуку да би, до тада аристократски спорт, требало да буде доступан људима радничке класе.
- Жене су веслале на Олимпијским играма тек 1976. године. Укључивање женских тимова у Монтреалу те године помогло је женском веслању у клубовима широм света. Многи клубови су први пут почели да прихватају жене.
- По неким мерама најбољи веслач на Олимпијским играма је Елисабета Липа, Румунка која је између 1984. и 2000. освојила осам медаља (пет злата). Највише рангирани мушки веслач је Британац Стив Редгрејв који има пет златних медаља и једну бронзану.
- У почетку су се олимпијке такмичиле у трци на 1000 m. Данас се све олимпијске веслачке трке за мушкарце и жене одвијају на стази од 2.000 m са шест трака.[9]

### Мушкарци
| Дисциплина                          | 96 | 00 | 04 | 08 | 12 | 20 | 24 | 28 | 32 | 36 | 48 | 52 | 56 | 60 | 64 | 68 | 72 | 76 | 80 | 84 | 88 | 92 | 96 | 00 | 04 | 08 | 12 | Укупно |
| ----------------------------------- | -- | -- | -- | -- | -- | -- | -- | -- | -- | -- | -- | -- | -- | -- | -- | -- | -- | -- | -- | -- | -- | -- | -- | -- | -- | -- | -- | ------ |
| Скиф                                |    | Х  | Х  | Х  | Х  | Х  | Х  | Х  | Х  | Х  | Х  | Х  | Х  | Х  | Х  | Х  | Х  | Х  | Х  | Х  | Х  | Х  | Х  | Х  | Х  | Х  | Х  | 26     |
| Дубл скул                           |    |    | Х  |    |    | Х  | Х  | Х  | Х  | Х  | Х  | Х  | Х  | Х  | Х  | Х  | Х  | Х  | Х  | Х  | Х  | Х  | Х  | Х  | Х  | Х  | Х  | 23     |
| Четверац скул                       |    |    |    |    |    |    |    |    |    |    |    |    |    |    |    |    |    | Х  | Х  | Х  | Х  | Х  | Х  | Х  | Х  | Х  | Х  | 10     |
| Двојац без кормилара                |    |    | Х  | Х  |    |    | Х  | Х  | Х  | Х  | Х  | Х  | Х  | Х  | Х  | Х  | Х  | Х  | Х  | Х  | Х  | Х  | Х  | Х  | Х  | Х  | Х  | 23     |
| Двојац са кормиларом                |    | Х  |    |    |    | •  | •  | •  | •  | •  | •  | •  | •  | •  | •  | •  | •  | •  | •  | •  | •  | •  |    |    |    |    |    | 18     |
| Четверац без кормилара              |    |    | Х  | Х  |    |    | Х  | •  | •  | •  | •  | •  | •  | •  | •  | •  | •  | •  | •  | •  | •  | •  | •  | •  | •  | •  | •  | 23     |
| Четверац са кормиларом              |    | Х  |    |    | •  | •  | •  | •  | •  | •  | •  | •  | •  | •  | •  | •  | •  | •  | •  | •  | •  | •  |    |    |    |    |    | 20     |
| Четверац ГИГ                        |    |    |    |    | •  |    |    |    |    |    |    |    |    |    |    |    |    |    |    |    |    |    |    |    |    |    |    | 1      |
| Осмерац                             |    | Х  | Х  | Х  | Х  | Х  | Х  | Х  | Х  | Х  | Х  | Х  | Х  | Х  | Х  | Х  | Х  | Х  | Х  | Х  | Х  | Х  | Х  | Х  | Х  | Х  | Х  | 26     |
| Двојац скул лаки веслачи            |    |    |    |    |    |    |    |    |    |    |    |    |    |    |    |    |    |    |    |    |    |    | •  | •  | •  | •  | •  | 5      |
| Четверац без кормилара лаки веслачи |    |    |    |    |    |    |    |    |    |    |    |    |    |    |    |    |    |    |    |    |    |    | •  | •  | •  | •  | •  | 5      |
|                                     |    |    |    |    |    |    |    |    |    |    |    |    |    |    |    |    |    |    |    |    |    |    |    |    |    |    |    |        |
| Укупно дисциплина                   |    | 5  | 5  | 4  | 4  | 5  | 7  | 7  | 7  | 7  | 7  | 7  | 7  | 7  | 7  | 7  | 7  | 8  | 8  | 8  | 8  | 8  | 8  | 8  | 8  | 8  | 8  | 180    |

### Жене
| Дисциплина                  | 96 | 00 | 04 | 08 | 12 | 20 | 24 | 28 | 32 | 36 | 48 | 52 | 56 | 60 | 64 | 68 | 72 | 76 | 80 | 84 | 88 | 92 | 96 | 00 | 04 | 08 | 12 | Укупно |
| --------------------------- | -- | -- | -- | -- | -- | -- | -- | -- | -- | -- | -- | -- | -- | -- | -- | -- | -- | -- | -- | -- | -- | -- | -- | -- | -- | -- | -- | ------ |
| Скиф                        |    |    |    |    |    |    |    |    |    |    |    |    |    |    |    |    |    | Х  | Х  | Х  | Х  | Х  | Х  | Х  | Х  | Х  | Х  | 10     |
| Дубл скул                   |    |    |    |    |    |    |    |    |    |    |    |    |    |    |    |    |    | Х  | Х  | Х  | Х  | Х  | Х  | Х  | Х  | Х  | Х  | 10     |
| Четверац скул               |    |    |    |    |    |    |    |    |    |    |    |    |    |    |    |    |    |    |    |    | •  | •  | •  | •  | •  | •  | •  | 7      |
| Двојац са кормиларом        |    |    |    |    |    |    |    |    |    |    |    |    |    |    |    |    |    | •  | •  | •  |    |    |    |    |    |    |    | 3      |
| Двојац без кормилара        |    |    |    |    |    |    |    |    |    |    |    |    |    |    |    |    |    | Х  | Х  | Х  | Х  | Х  | Х  | Х  | Х  | Х  | Х  | 10     |
| Четверац скул са кормиларом |    |    |    |    |    |    |    |    |    |    |    |    |    |    |    |    |    |    |    |    |    | •  |    |    |    |    |    | 1      |
| Четверац без кормилара      |    |    |    |    |    |    |    |    |    |    |    |    |    |    |    |    |    | •  | •  | •  | •  |    |    |    |    |    |    | 4      |
| осмерац                     |    |    |    |    |    |    |    |    |    |    |    |    |    |    |    |    |    | Х  | Х  | Х  | Х  | Х  | Х  | Х  | Х  | Х  | Х  | 10     |
| Дубул скул, лаки веслачи    |    |    |    |    |    |    |    |    |    |    |    |    |    |    |    |    |    |    |    |    |    |    | •  | •  | •  | •  | •  | 5      |
|                             |    |    |    |    |    |    |    |    |    |    |    |    |    |    |    |    |    |    |    |    |    |    |    |    |    |    |    |        |
| Укупно дисциплина           |    |    |    |    |    |    |    |    |    |    |    |    |    |    |    |    |    | 6  | 6  | 6  | 6  | 6  | 6  | 6  | 6  | 6  | 6  | 60     |

## Најуспешнији појединци
| Такмичар/ка (држава)                | Олимпијске игре                    | Злато | Сребро | Бронза | Укупно | Напомена |
| Елизабета Липа, Румунија            | 1984, 1988, 1992, 1996, 2000, 2004 | 5     | 2      | 1      | 8      | 20 година између прве и задње златне медаље                                                                            |
| Стив Редгрејв, Уједињено Краљевство | 1984, 1988, 1992, 1996, 2000       | 5     | 0      | 1      | 6      | Златна медаља на 5 игара за редом                                                                                      |
| Ђеорђета Дамјан, Румунија           | 2000, 2004, 2008                   | 5     | 0      | 0      | 5      | две златне у осмерцу и три у двојцу без кормилара 2000, 2004 и 2008.                                                   |
| Дојна Игнат, Румунија               | 1992, 1996, 2000, 2004, 2008       | 4     | 1      | 1      | 6      | Чланица чувеног румунског осмерца                                                                                      |
| Виорика Сусану, Румунија            | 1996, 2000, 2004, 2008             | 4     | 0      | 1      | 5      | Две златне и једну бронзану у осмерцу и две у двојцу без кормилара                                                     |
| Катрин Борон, Немачка               | 1992, 1996, 2000, 2004, 2008       | 4     | 0      | 1      | 5      | Четири злата за редом                                                                                                  |
| Метју Пинсент, Велика Британија     | 1992, 1996, 2000, 2004,            | 4     | 0      | 0      | 4      | Четири златне медаље за редом, екипни партнер Стива Редгрева                                                           |
| Џек Бересдорф, Велика Британија     | 1920, 1924, 1928, 1932, 1936       | 3     | 2      | 0      | 5      | Први веслач с медаљом на 5 игра за редом.                                                                              |
| Елена Ђеоргђеску, Румунија          | 1992, 1996, 2000, 2004, 2008       | 3     | 1      | 1      | 5      | Кормиларка румунског осмерца                                                                                           |
| Констанца Бурчка, Румунија          | 1996, 2000, 2004,2008              | 3     | 1      | 1      | 5      | Све медаље освојене у двојцу скулу за лаке веслачице                                                                   |
| Марни Макбин, Канада                | 1992, 1996                         | 3     | 0      | 1      | 4      | Све медаље у двојцу с Кетлин Хедл                                                                                      |
| Кетлин Хедл. Канада                 | 1992, 1996                         | 3     | 0      | 1      | 4      | Све медаље у двојцу с Марни Макбин                                                                                     |
| Џејмс Томкин. Аустралија            | 1988, 1992, 1996, 2000, 2004       | 3     | 0      | 1      | 4      | Најуспешнији аустралијски веслач                                                                                       |
| Џон Б. Кели, ср. САД                | 1920, 1924                         | 3     | 0      | 0      | 3      | Први веслач с три злата- Отац познате глумице Грејс Кели                                                               |
| Пол Костело, САД                    | 1920, 1924, 1928                   | 3     | 0      | 0      | 3      | Први веслач с три златне медаље у истој дисциплини (двојац скул)                                                       |
| Вјачеслав Иванов, СССР              | 1956, 1960, 1964                   | 3     | 0      | 0      | 3      | Први веслач с три злата у најпрестижнијој дисциплини, скифу                                                            |
| Зигфрид Брицке, Источна Немачка     | 1972, 1976, 1980                   | 3     | 0      | 0      | 3      | Троструки златни, први из Немачке                                                                                      |
| Перти Карпинен, Финска              | 1976, 1980, 1984, 1988, 1992       | 3     | 0      | 0      | 3      | Све медаље освојене у скифу                                                                                            |
| Агостино Абањале, Италија           | 1988, 1996, 2000                   | 3     | 0      | 0      | 3      | Његова браћа Кармине и Ђузепе су освојили по два злата, што их заједно чини најуспешнијом веслачком породицом на свету |
| Лилиана Гафенку, Румунија           | 1996, 2000, 2004                   | 3     | 0      | 0      | 3      | Чланица румунског осмерца                                                                                              |
| Дру Гин, Аустралија                 | 1996, 2004, 2008                   | 3     | 0      | 0      | 3      | |

## Биланс репрезентација
| Веслање на Олимпијским играма |                       |       |        |        |        |
| Пласман                       | Држава                | Злато | Сребро | Бронза | Укупно |
| 1                             | Источна Немачка       | 33    | 7      | 8      | 48     |
| 2                             | Сједињене Државе      | 30    | 30     | 21     | 81     |
| 3                             | Велика Британија      | 22    | 18     | 8      | 48     |
| 4                             | Немачка               | 19    | 11     | 13     | 43     |
| 5                             | Румунија              | 18    | 10     | 7      | 35     |
| 6                             | Совјетски Савез       | 12    | 20     | 10     | 42     |
| 7                             | Италија               | 10    | 12     | 12     | 34     |
| 9                             | Канада                | 8     | 13     | 13     | 34     |
| 8                             | Аустралија            | 8     | 9      | 12     | 29     |
| 10                            | Француска             | 6     | 13     | 10     | 27     |
| 11                            | Швајцарска            | 6     | 8      | 9      | 23     |
| 13                            | Данска                | 5     | 3      | 9      | 17     |
| 14                            | Нови Зеланд           | 5     | 2      | 6      | 13     |
| 12                            | Холандија             | 4     | 10     | 10     | 24     |
| 15                            | Западна Немачка       | 4     | 4      | 6      | 14     |
| 16                            | Уједињени тим Немачке | 4     | 4      | 1      | 9      |
| 17                            | Финска                | 3     | 0      | 3      | 6      |
| 18                            | Норвешка              | 2     | 6      | 5      | 13     |
| 19                            | Бугарска              | 2     | 4      | 7      | 13     |
| 20                            | Пољска                | 2     | 2      | 9      | 13     |
| 21                            | Чехословачка          | 2     | 2      | 71     | 11     |
| 22                            | Белорусија            | 2     | 1      | 2      | 5      |
| 23                            | Југославија           | 1     | 1      | 3      | 5      |
| 24                            | Аргентина             | 1     | 1      | 2      | 4      |
| 24                            | Словенија             | 1     | 1      | 2      | 4      |
| 26                            | Русија                | 1     | 0      | 3      | 4      |
| 27                            | Белгија               | 0     | 6      | 2      | 8      |
| 28                            | Аустрија              | 0     | 3      | 2      | 5      |
| 29                            | Кина                  | 0     | 2      | 2      | 4      |
| 30                            | Шведска               | 0     | 2      | 0      | 2      |
| 31                            | Уругвај               | 0     | 1      | 3      | 4      |
| 32                            | Мађарска              | 0     | 1      | 2      | 3      |
| 33                            | Хрватска              | 0     | 1      | 1      | 2      |
| 33                            | Украјина              | 0     | 1      | 1      | 2      |
| 35                            | Чешка                 | 0     | 1      | 0      | 1      |
| 35                            | Естонија              | 0     | 1      | 0      | 1      |
| 35                            | Шпанија               | 0     | 1      | 0      | 1      |
| 38                            | Уједињени тим         | 0     | 0      | 1      | 1      |
| 38                            | Литванија             | 0     | 0      | 1      | 1      |
| 38                            | Јужна Африка          | 0     | 0      | 1      | 1      |
| 38                            | Грчка                 | 0     | 0      | 1      | 1      |
| Укупно (41)                   | Укупно (41)           | 212   | 212    | 215    | 639    |

## Учешћа нација у веслању на Летњим олимпијским играма
| Држава       | 96 | 00 | 04 | 08 | 12 | 20 | 24 | 28 | 32 | 36 | 48 | 52 | 56 | 60 | 64 | 68 | 72 | 76 | 80 | 84 | 88 | 92 | 96 | 00 | 04 | 08 | 12 | Година |
| ------------ | -- | -- | -- | -- | -- | -- | -- | -- | -- | -- | -- | -- | -- | -- | -- | -- | -- | -- | -- | -- | -- | -- | -- | -- | -- | -- | -- | ------ |
| Алжир        |    | -  | -  | -  | -  | -  | -  | -  | -  | -  | -  | -  | -  | -  | -  | -  | -  | -  | -  | -  | -  | -  | 1  | 2  | 1  | 3  | 1  | 5      |
| Аргентина    |    | -  | -  | -  | -  | -  | 9  | 9  | -  | 3  | 26 | 9  | -  | 9  | 12 | 9  | 18 | 10 | -  | 7  | 6  | 6  | 22 | 8  | 6  | 2  | 10 | 10     |
| Аустралазија |    | -  | -  | -  | 10 | -  | -  | -  | -  | -  | -  | -  | -  | -  | -  | -  | -  | -  | -  | -  | -  | -  | -  | -  | -  | -  | -  | 1      |
| Аустралија   |    | -  | -  | -  | -  | -  | 10 | 1  | 1  | 12 | 8  | 14 | 26 | 25 | 26 | 11 | 16 | 13 | 16 | 25 | 16 | 28 | 45 | 45 | 45 | 48 | 46 | 21     |
| Аустрија     |    | -  | -  | -  | 6  | -  | -  | 2  | -  | 9  | 7  | 4  | 4  | 10 | 7  | 3  | 16 | 3  | 7  | 6  | 5  | 12 | 13 | 8  | 5  | -  | -  | 18     |
| Азербејџан   |    | -  | -  | -  | -  | -  | -  | -  | -  | -  | -  | -  | -  | -  | -  | -  | -  | -  | -  | -  | -  | -  | -  | -  | -  | -  | 2  | 1      |